# هادي الحويلة
هادي هايف عبد الله الحويله العجمي (1939 -15 يونيو 2015) ، نائب سابق في مجلس الامة الكويتي ، وهو والد النائب محمد هادي الحويلة ، شارك في انتخابات مجلس الأمة الكويتي عام 1975 ونجح بالانتخابات، كما شارك في انتخابات مجلس الأمة الكويتي عام 1981 ونجح بالانتخابات، كما شارك في انتخابات مجلس الأمة الكويتي عام 1985 ونجح بالانخابات، كما شارك في انتخابات مجلس الأمة الكويتي عام 1992 ونجح بالانتخابات، كما شارك في انتخابات مجلس الأمة الكويتي عام 1996 ونجح بالانتخابات، كما انه كان عضوا بالمجلس الوطني الكويتي عام 1990.

## السيرة الذاتية
عمل في وزارة الصحة كأمين مركز لمدة عشر سنوات، وعين رئيساً لمجلس إدارة جمعية الرقة التعاونية، وعين عضواً في مجلس إدارة بيت التمويل الكويتي لمدة أربع سنوات، وشغل منصب نائب رئيس مجلس إدارة الاتحاد الكويتي لموردي الخضار والفواكة، وشغل منصب عضو مجلس إدارة محافظة الأحمدي ، وهو أحد مؤسسي نادي النصر الرياضي وعضو جمعية الهلال الأحمر الكويتي ، وجمعية التجارة الخيرية، وعضو في نادي الصيد والفروسية، حاصل علي شهادة الثانوية العامة.